# 懷特 (密蘇里州)
懷特（英語：White）是位於美國密蘇里州華盛頓縣的鬼鎮。

## 歷史
懷特的郵局於1902年設立，其後於1906年停運。

## 地理
懷特所處的海拔為高於海平面250米（即820英呎），而該地所採用的時區為UTC-6，即北美中部時區（CST）。同時該地設有夏令時間，為UTC-6調快一小時，即UTC-5（CDT）。